# A. C. Green
A.C. Green, Jr. (Portland, Oregón, 4 de octubre de 1963) es un exjugador de baloncesto estadounidense que disputó 16 temporadas en la NBA, consiguiendo tres anillos de campeón con Los Angeles Lakers (1987, 1988 y 2000). Posee el récord de más partidos consecutivos jugados (tanto de la ABA como de la NBA), con 1192. Con sus 2,06 metros de altura jugaba como ala-pívot.

## Trayectoria deportiva

### Universidad
Green pasó 4 años en la Universidad de Oregon State, en los cuales se convirtió en el segundo máximo reboteador de la historia de los Beavers, y en el cuarto mejor anotador. En su temporada júnior fue el cuarto mejor de toda la liga NCAA en porcentaje de tiro, con un 65,7%. Acabó su periplo universitario con unos promedios de 14,7 puntos y 7,7 rebotes.

### Profesional
Fue elegido por Los Angeles Lakers en el puesto 23 de la primera ronda del Draft de la NBA de 1985. En su primer año tuvo que conformarse con salir desde el banquillo, pero ganó la titularidad al año siguiente, en un equipo plagado de figuras, en la época del Showtime: Magic Johnson, Kareem Abdul-Jabbar, Michael Cooper, James Worthy, Byron Scott... Con ellos consiguió ganar sus dos primeros anillos de campeón de la NBA.
Green dejó los Lakers en 1993, y firmó como agente libre por los Phoenix Suns, equipo que venía de perder las finales contra Chicago Bulls el año anterior, y que consideraron que era la pieza que les faltaba en su puzle para hacerse con el anillo. En su primera temporada en Arizona consiguió los mejores promedios de su carrera, con 14,7 puntos y 9,2 rebotes, pero su equipo no llegó a pasar de las semifinales de conferencia. En 1997 fue traspasado a Dallas Mavericks, en un acuerdo que llevaba a Jason Kidd a Phoenix. Fue allí cuando el 20 de noviembre de 1997 consiguió batir el récord de partidos consecutivos, que poseía Randy Smith con 906. Consiguió llegar a la cifra de 1000 partidos consecutivos en 1999 contra los Vancouver Grizzlies, acabando esa temporada con 1.024. En 14 temporadas, solo se había perdido 3 encuentros, todos en la temporada 1986-87, y siempre por decisión técnica de su entonces entrenador, Pat Riley.
Regresó a los Lakers en 1999, ya con 36 años, para conseguir ganar su tercer y definitivo anillo de campeón, con un equipo en el que ya despuntaban figuras como Shaquille O'Neal o Kobe Bryant, saliendo de titular en los 82 partidos de la fase regular, y dosificando minutos de los hombres altos del equipo. Su última temporada la pasó en los Miami Heat, donde volvió a reunirse con su antiguo entrenador, Pat Riley.

## Estadísticas de su carrera en la NBA
|  | Campeón de la NBA |

### Temporada regular
| Año      | Equipo           | PJ    | PT  | MPP  | %TC  | %3P  | %TL  | RPP | APP | ROB | TPP | PPP  |
| -------- | ---------------- | ----- | --- | ---- | ---- | ---- | ---- | --- | --- | --- | --- | ---- |
| 1985-86  | L.A. Lakers      | 82    | 1   | 18.8 | .539 | .167 | .611 | 4.6 | .7  | .6  | .6  | 6.4  |
| 1986-87  | L.A. Lakers      | 79    | 72  | 28.4 | .538 | .000 | .780 | 7.8 | 1.1 | .9  | 1.0 | 10.8 |
| 1987-88  | L.A. Lakers      | 82    | 64  | 32.1 | .503 | .000 | .773 | 8.7 | 1.1 | 1.1 | .5  | 11.4 |
| 1988-89  | L.A. Lakers      | 82    | 82  | 30.6 | .529 | .235 | .786 | 9.0 | 1.3 | 1.1 | .7  | 13.3 |
| 1989-90  | L.A. Lakers      | 82    | 82  | 33.0 | .478 | .283 | .751 | 8.7 | 1.1 | .8  | .6  | 12.9 |
| 1990-91  | L.A. Lakers      | 82    | 21  | 26.4 | .476 | .200 | .738 | 6.3 | .9  | .7  | .3  | 9.1  |
| 1991-92  | L.A. Lakers      | 82    | 53  | 35.4 | .476 | .214 | .744 | 9.3 | 1.4 | 1.1 | .4  | 13.6 |
| 1992-93  | L.A. Lakers      | 82    | 55  | 34.4 | .537 | .348 | .739 | 8.7 | 1.4 | 1.1 | .5  | 12.8 |
| 1993-94  | Phoenix          | 82    | 55  | 34.5 | .502 | .229 | .735 | 9.2 | 1.7 | .9  | .5  | 14.7 |
| 1994-95  | Phoenix          | 82    | 52  | 32.8 | .504 | .339 | .732 | 8.2 | 1.5 | .7  | .4  | 11.2 |
| 1995-96  | Phoenix          | 82    | 36  | 25.8 | .484 | .269 | .709 | 6.8 | .9  | .5  | .3  | 7.5  |
| 1996-97  | Phoenix / Dallas | 83    | 73  | 30.0 | .483 | .050 | .650 | 7.9 | .8  | .8  | .2  | 7.2  |
| 1997-98  | Dallas           | 82    | 68  | 32.3 | .453 | .000 | .716 | 8.1 | 1.5 | 1.0 | .3  | 7.3  |
| 1998-99  | Dallas           | 50    | 35  | 18.5 | .422 | .000 | .577 | 4.6 | .5  | .6  | .2  | 4.9  |
| 1999-00  | L.A. Lakers      | 82    | 82  | 23.5 | .447 | .250 | .695 | 5.9 | 1.0 | .6  | .2  | 5.0  |
| 2000-01  | Miami            | 82    | 1   | 17.2 | .444 | .000 | .712 | 3.8 | .5  | .4  | .1  | 4.5  |
| Total    | Total            | 1,278 | 832 | 28.6 | .494 | .254 | .734 | 7.4 | 1.1 | .8  | .4  | 9.6  |
| All-Star | All-Star         | 1     | 1   | 12.0 | .000 | .000 | .000 | 3.0 | 1.0 | .0  | 1.0 | .0   |

### Playoffs
| Año   | Equipo      | PJ  | PT | MPP  | %TC  | %3P  | %TL   | RPP  | APP | ROB | TPP | PPP  |
| ----- | ----------- | --- | -- | ---- | ---- | ---- | ----- | ---- | --- | --- | --- | ---- |
| 1986  | L.A. Lakers | 9   | –  | 11.8 | .529 | –    | .444  | 1.8  | .0  | .1  | .3  | 2.4  |
| 1987  | L.A. Lakers | 18  | –  | 28.1 | .546 | –    | .747  | 7.9  | .6  | .5  | .4  | 11.5 |
| 1988  | L.A. Lakers | 24  | –  | 30.3 | .544 | –    | .753  | 7.3  | .8  | .5  | .5  | 10.0 |
| 1989  | L.A. Lakers | 15  | –  | 33.5 | .412 | .000 | .763  | 9.1  | 1.2 | 1.1 | .4  | 10.1 |
| 1990  | L.A. Lakers | 9   | –  | 28.0 | .519 | –    | .750  | 9.0  | 1.0 | .6  | .4  | 11.8 |
| 1991  | L.A. Lakers | 19  | 1  | 21.1 | .423 | .500 | .704  | 5.4  | .5  | .6  | .2  | 6.5  |
| 1992  | L.A. Lakers | 4   | 4  | 38.3 | .410 | –    | .826  | 9.0  | 1.8 | 1.8 | .0  | 12.8 |
| 1993  | L.A. Lakers | 5   | 5  | 44.0 | .429 | .000 | .619  | 14.6 | 2.6 | 1.4 | .6  | 9.8  |
| 1994  | Phoenix     | 10  | 2  | 35.0 | .482 | .412 | .613  | 8.4  | 1.3 | 1.0 | .2  | 12.5 |
| 1995  | Phoenix     | 10  | 10 | 36.8 | .462 | .083 | .873  | 12.0 | 1.3 | .6  | .2  | 12.8 |
| 1996  | Phoenix     | 4   | 4  | 21.8 | .353 | .000 | .875  | 4.5  | .5  | .3  | .0  | 4.8  |
| 2000  | L.A. Lakers | 23  | 23 | 18.7 | .411 | –    | .696  | 4.2  | .6  | 1.6 | .1  | 3.9  |
| 2001  | Miami       | 3   | 0  | 7.0  | .333 | –    | 1.000 | 1.3  | .7  | .3  | .0  | 1.0  |
| Total | Total       | 153 | –  | 26.9 | .475 | .250 | .739  | 7.1  | .8  | .7  | .3  | 8.6  |

## Logros y reconocimientos
- Posee el récord de más partidos consecutivos jugados en la historia de la NBA, con 1192 (desde el 19 de noviembre de 1986 al 18 de abril de 2001).[1]
- Solo se perdió 3 encuentros en toda su carrera, jugó 1278 de los 1281 posibles en temporada regular.
- 3 veces campeón de la NBA (1987, 1988 y 2000).
- Participó en el All-Star Game en 1990.
- Elegido en el segundo mejor quinteto defensivo en 1989.